# Forbidden Fruit (Nina Simone)
Forbidden Fruit è un album della cantante e pianista Nina Simone pubblicato nel giugno del 1961.

## Tracce
Lato A
1. Rags and Old Iron – 4:07 (Oscar Brown, Norman Curtis)
2. No Good Man – 3:37 (Irene Higginbotham, Dan Fisher, Sammy Gallop)
3. Gin House Blues – 3:01 (Henry Troy, Fletcher Henderson)
4. I'll Look Around – 5:00 (George Cory, Douglass Cross)
5. I Love to Love – 3:21 (Herbert Baker, Lennie Hayton)

Durata totale: 19:06
Lato B
1. Work Song – 2:31 (Oscar Brown, Nat Adderley)
2. Where Can I Go Without You – 2:49 (Peggy Lee, Victor Young)
3. Just Say I Love Him (English Version) – 6:32 (Martin Kalmanoff, Sam Ward, Jimmy Dale, Jack Val)
4. Memphis in June – 2:35 (Hoagy Carmichael, Paul Francis Webster)
5. Forbidden Fruit – 3:45 (Oscar Brown)

Durata totale: 18:12

## Musicisti
- Nina Simone - voce, pianoforte
- Al Schackman - chitarra
- Chris White - contrabbasso
- Bobby Hamilton - batteria